# نطع (رخية)
'

تعديل مصدري - تعديل

نطع هي إحدى قرى عزلة رخية بمديرية رخية التابعة لمحافظة حضرموت، بلغ تعداد سكانها 318 نسمة حسب تعداد اليمن لعام 2004.